# Camponotus schmitzi
Espèce
Attention : Cette espèce a récemment été renommée Colobopsis schmitzi.,
Camponotus schmitzi est une espèce de fourmis charpentières endémique de l'île de Bornéo, vivant en symbiose avec la plante carnivore Nepenthes bicalcarata, dont elle habite les tiges creuses,.

## Description
Camponotus schmitzi ressemble étroitement à Camponotus ceylonicus, mais est légèrement plus grande. Cette espèce a une tête une fois et demie plus longue que large. Les mandibules portent cinq dents chacune (sauf celles des ouvrières secondaires, qui en portent quatre). Les yeux sont largement séparés, situés latéralement, légèrement derrière le bombement antérieur de la tête. Les antennes sont courtes, et leur scape mesure 1 mm de long. Les funiculus sont plus longs que larges dans leur partie proximale et deviennent plus courts et plus larges à leurs extrémités. Le corps est lisse et brillant. L'abdomen de l'insecte est petit. Les jambes sont relativement grandes, notamment les fémurs, et très comprimées latéralement. Des pointes sont présentes près de l'extrémité distale des fémurs et absentes des tibias. Les tarses sont plus longs que les tibias.
C. schmitzi présente un polymorphisme, comportant trois castes physiques : les ouvrières petites, moyennes et géantes (les soldats). La reine a une longueur moyenne de 8 mm et des ailes de 7 mm de long. Les ouvrières moyennes et géantes mesurent toutes deux 6,5 mm de long ; et les petites, de 4 à 5 mm. Leur couleur varie du jaune brunâtre à l'orange rougeâtre. La tête et l'abdomen sont plus foncés que le reste du corps.
Les larves de Camponotus sont typiques : elles ont une forme cylindrique, et la tête et le rostre forment un angle droit avec le corps.

## Distribution et habitat
Camponotus schmitzi habite les vrilles creuses de la plante Nepenthes bicalcarata, plante endémique de l'île de Bornéo ; elle ne s'associe qu'à elle.

## Taxonomie
Camponotus schmitzi se classe dans le sous-genre Colobopsis du genre Camponotus de la tribu Camponotini, dans la sous-famille Formicinae de la famille des fourmis (Formicidae). Cette espèce fut recueillie pour la première fois par le botaniste Jan Pieter Schuitemaker et décrite par le myrmécologue August Stärcke en 1933 sous le nom de Camponotus schmitzi.

## Mutualisme avec une plante myrmécotrophique

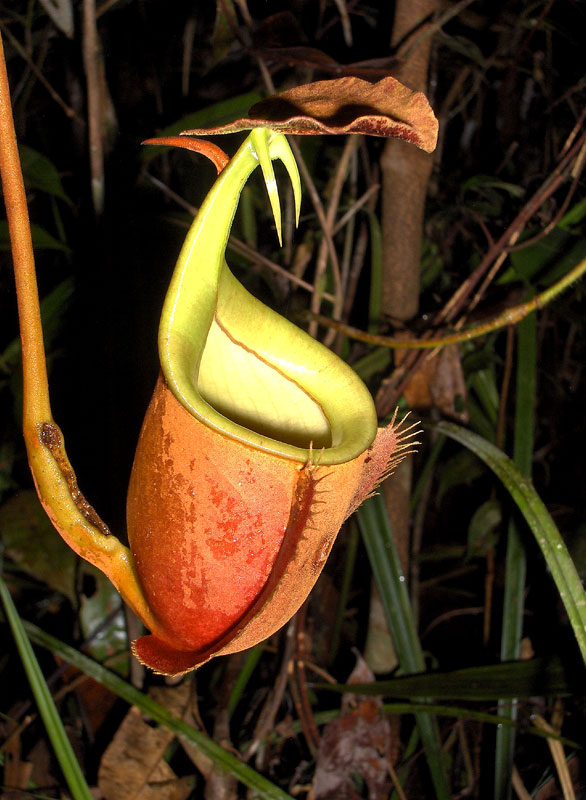
Urne intermédiaire de Nepenthes bicalcarata avec une vrille renflée, colonisée par Camponotus schmitzi. Le tissu cicatriciel marron? brun résulte d'une lésion, et non du forage perçage? des fourmis.

La fourmi nidifie dans les vrilles creuses de Nepenthes bicalcarata,,. Cette interaction unique entre une plante et un animal est décrite par Frederick William Burbidge (en) dès 1880. En 1904, Odoardo Beccari estime que les fourmis se nourrissent des insectes trouvés sur la plante et autour d'elle, mais qu'elle peut en faire aussi sa proie. En 1990, B. Hölldobler et E.O. Wilson sont d'avis que N. bicalcarata et C. schmitzi forment une association dont elles profitent toutes deux. Cependant, il n'y avait alors aucune donnée expérimentale pour corroborer cette hypothèse. Une série d'observations et d'expériences menées au Brunéi par Charles Clarke (en) en 1992 et en 1998,, et par Clarke et Kitching en 1993 et en 1995, renforcent la théorie du mutualisme.

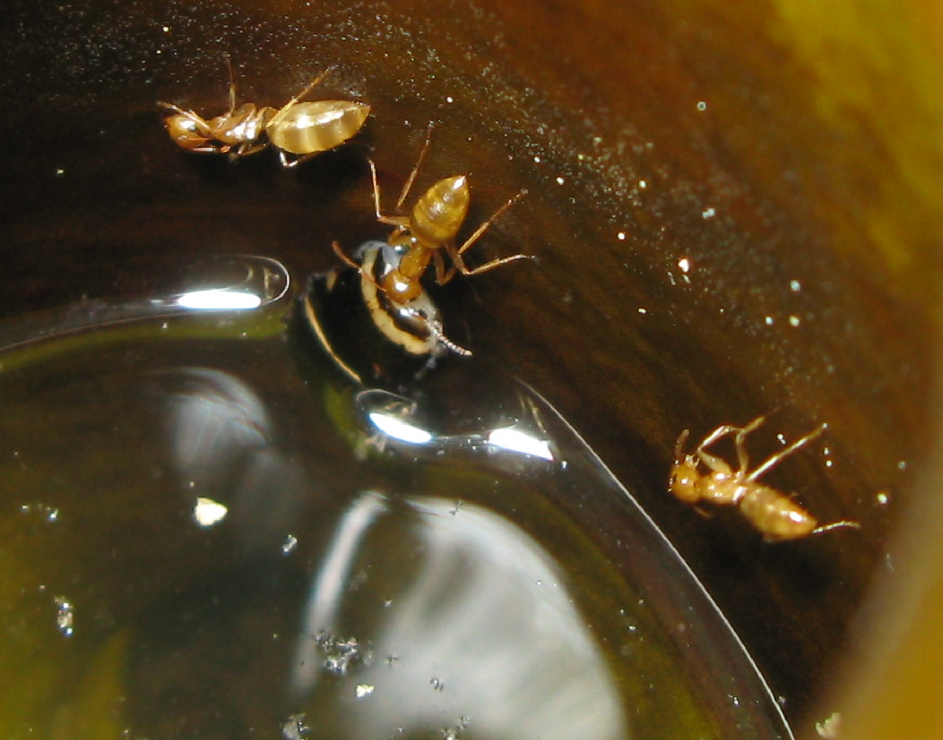
Camponotus schmitzi dans l'urne d'une Nepenthes bicalcarata

Les fourmis reçoivent un apport glucidique et protéique du nectar et des proies de la plante. Elles descendent dans le liquide des urnes et y récupèrent les arthropodes capturés par la plante. Elles semblent y ignorer les petits insectes et ne s'attaquer qu'aux grosses proies. Il peut leur falloir jusqu'à douze heures pour transporter la nourriture sur une distance d'au plus cinq centimètres du fond de l'urne au péristome. Elle évite ainsi que la matière organique s'accumule dans les urnes de N. bicalcarata jusqu'à atteindre un degré de putréfaction susceptible d'amener la mort de l'endofaune de l'urne (en) (qui semble aussi profiter à la plante) et parfois celle de l'urne elle-même.
Les fourmis semblent préférer les urnes supérieures et colonisent rarement les urnes inférieures. La raison en est probablement que les urnes basses sont périodiquement submergées par l'eau lors des fortes pluies. L'inondation des nids des fourmis pourrait causer la mort des œufs en développement, des larves et des pupes.
C. schmitzi nidifie seulement dans les vrilles de N. bicalcarata et s'aventure rarement sur d'autres plantes. L'espèce compte complètement sur N. bicalcarata pour sa nourriture et son domicile. Par contre, N. bicalcarata peut survivre et se reproduire sans la présence des fourmis : il s'agit donc d'un mutualisme facultatif. Cela étant, il semble que très peu de plantes adultes de plus de deux mètres de hauteur ne soient pas colonisés par C. schmitzi.
En plus de celle de Clarke et de Kitching (1995), trois autres théories ont fait l'objet de recherches pour expliquer l'association symbiotique de cette fourmi et de cette plante. Par une expérience d'exclusion, des chercheurs ont montré que les plantes dépourvues de C. schmitzi sont plus endommagées que les autres par les herbivores et que les fourmis semblent s'attaquer en particulier au genre Alcidodes sp. (en), qui se nourrit des népenthès,. De plus, des chercheurs ont recueilli des données qui montrent une agressivité de C. schmitzi envers les proies qui tentent de s'échapper des urnes, ce qui augmente le taux de capture des proies. C. schmitzi semble aussi nettoyer son hôte : les fourmis retirent les débris et la moisissure du péristome, qui demeure ainsi lisse et glissant et dont la durée de vie est ainsi plus longue. Par ailleurs, dans une étude publiée en mai 2012, des chercheurs du laboratoire AMAP indiquent que les plantes colonisés par la fourmi ont une surface totale de feuilles et une teneur en azote foliaire trois fois plus importantes que les autres et que la contribution de cette fourmi à l'apport en azote de la plante atteint jusqu'à 76 %.